# Николай Петров (оперен певец)
Николай Богослов Петров е български оперен певец и озвучаващ актьор.

## Биография
Николай Петров е роден в град Сопот, Народна република България.
През 1982 г. завършва Държавната музикална академия „Панчо Владигеров“ със специалност оперно пеене. До 1984 г. специализира майсторски клас за оперета и мюзикъл. През 2008 г. завършва магистратура по музикално-сценична режисура.
От 1982 г. до 2010 г. е част от трупата за водещи солисти Държавния музикален театър „Стефан Македонски“, където реализира огромен брой роли в най-известните оперети и мюзикъли. През 2010 г. е артист солист в Софийската опера и балет.
Певецът има изключително богат репертоар в над 90 роли в опери, оперети и мюзикъли. Най-известен е и с участията си в „Евгений Онегин“ и „Орлеанската дева“ от Пьотър Чайковски, „Цар и дърводелец“ и „Бракониерът“ от Алберт Лорцинг, „Компостелла“ от Андреа Камилери, „Аз, Клавдий“ от Парашкев Хаджиев и много други.
Осъществил е централните партии в оперетите „Прилепът“, „Графиня Марица“, „Хубавата Елена“, „Цигански барон“, „Българи от старо време“, „Веселата вдовица“, „Царицата на чардаша“, „Принцесата на Цирка“, „Една нощ във Венеция“ и още много други, както и в мюзикълите „Хелоу Доли“, „Моята прекрасна лейди“, „Евита“, „Котките“, „Исус Христос суперзвезда“ и др.
Петров гастролира в цяла Европа, в Русия, Канада, Австралия и Япония.

## Кариера в дублажа
Петров има кариера като озвучаващ актьор и беквокалист. Той се занимава с дублажи на филми и сериали от 1999 г. Участва в дублажи за „Александра Аудио“, „Доли Медия Студио“, „Про Филмс“ и „Андарта Студио“.
Също така изпълнява някои песни в хоровия състав на анимационните филми в „Александра Аудио“.

## Роли в дублажа

### Като озвучаващ актьор
- „Playmobil: Филмът“ (дублаж на Андарта Студио), 2019
- „Барток Великолепни“ – Зози (вокал), 1999
- „Гринч“ – Брикелбаум, 2018
- „Добрият динозавър“ – Буч, 2015
- „Емоджи: Филмът“ – Мел Мех, 2017[4]
- „Зоотрополис“ – Бързака, 2016
- „Книга за джунглата“ – Балу, 2000
- „Книга за джунглата 2“ – Балу, 2007
- „Красавицата и Звяра“ – Когсуърт (Иън Маккелън), 2017
- „Ледена епоха 2: Разтопяването“ – Други гласове, 2006
- „Лейди и Скитника“ – Тони, 2006
- „Малката русалка“ – Луи, 2006
- „Мъпетите“ – Доктор Зъб, 2012
- „Надалеч полети“ – Ел Фаза, 2019
- „Покахонтас 2: Пътуване в нов свят“ – Губернатор Джон, 2019
- „Пиратите! Банда неудачници“ – Крал Пират, 2012[5]
- „Приключенията на Падингтън“ – Падингтън, 2020
- „Рапунцел и разбойникът“, 2010
- „Рататуи“ – Мустафа (Джон Раценбъргър), 2007
- „Робин Худ“ – Малкия Джон, 2008
- „Ронал Варварина“ – Разказвачът, 2012[6]
- „Спящата красавица“ – Крал Хюбърт, 2008
- „Том и Джери: Филмът“ (дублаж на Александра Аудио), 2013
- „Фантастичното пътешествие до Оз“ – Мечката, 2017

### Хоров изпълнител
- „Аладин“, 2004
- „Аладин и царят на разбойниците“, 2004
- „Аристокотките“, 2008
- „Див живот“, 2006
- „Замръзналото кралство“, 2013
- „Коледна песен“, 2009
- „Красавицата и Звяра“, 2002
- „Рапунцел и разбойникът“, 2010
- „Рио 2“, 2014
- „Спящата красавица“, 2008
- „Хортън“, 2008
- „Цар лъв“, 2003
- „Цар лъв 3: Хакуна матата“, 2004

## Личен живот
Петров има две деца – актрисата Сандра Петрова и Борислав Петров.